# Bandiera di Montserrat

Bandiera del Governatore

La bandiera di Montserrat fu adottata il 10 aprile 1909. Si tratta di una Blue Ensign recante la bandiera del Regno Unito sul cantone e lo stemma di Montserrat sul lato al vento, sul modello di molte altre bandiere dei territori britannici d'oltremare.
Il Governatore di Montserrat utilizza la bandiera britannica con lo stemma posto al centro.